# Georg Wurth

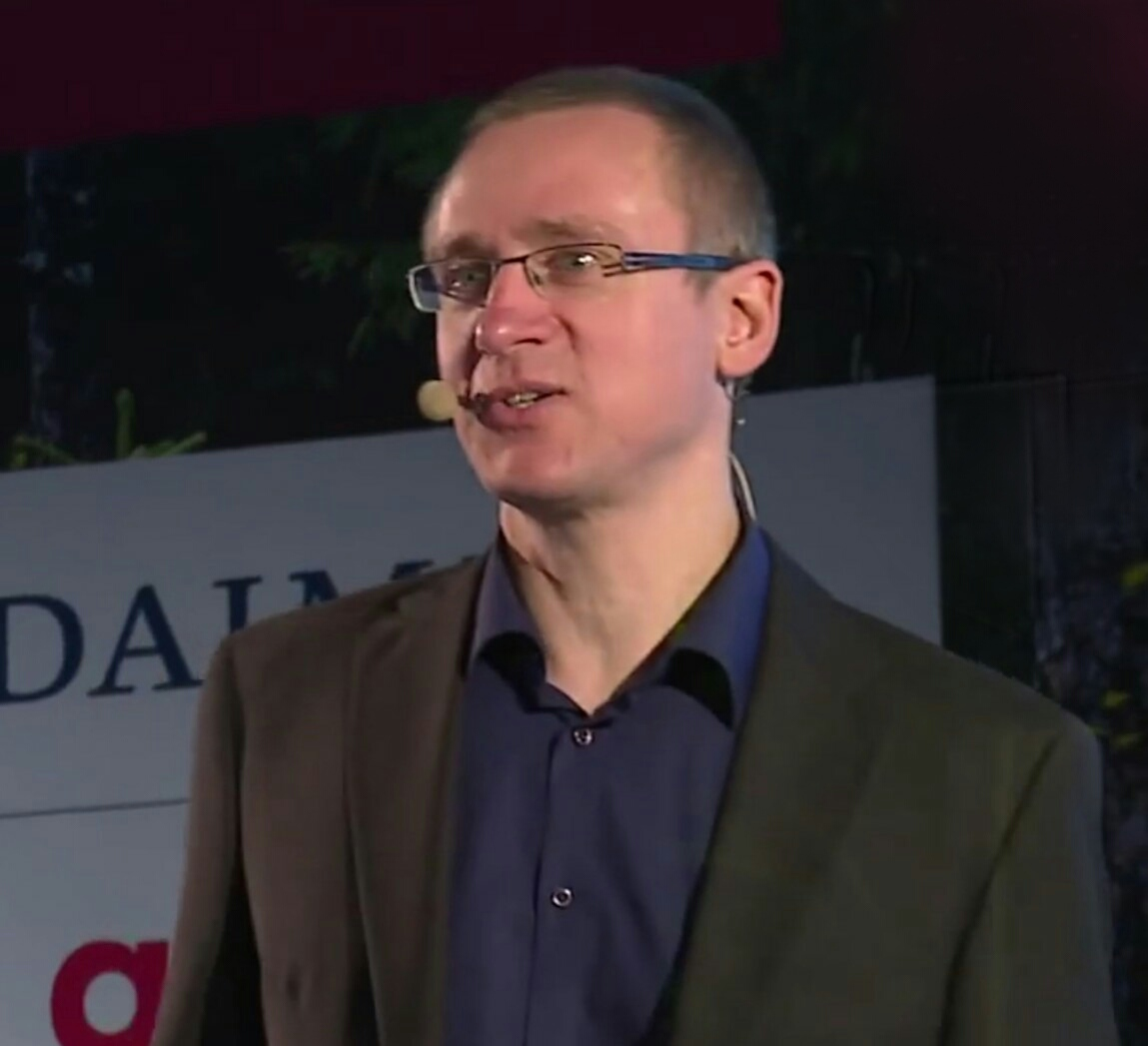
Georg Wurth (2014)

Georg Wurth (* 1972 in Remscheid) ist ein deutscher Lobbyist und Aktivist. Er ist Inhaber eines Unternehmens, das unter der Bezeichnung Deutscher Hanfverband (DHV) als Interessensvertretung der Cannabislegalisierung in Deutschland auftritt. Er stand zudem als Sachverständiger mehrmals bei Anhörungen in Ausschüssen des Bundestags und im Berliner Senat Rede und Antwort.

## Leben und Ausbildung
Georg Wurth studierte nach dem Abitur und Zivildienst 1992 als Beamter im gehobenen Dienst Steuerrecht und machte seinen Abschluss als Diplom-Finanzwirt (FH). Im Jahr 1996 zeigte sich Wurth selbst wegen Besitz von 4 Gramm Hanfblüten im Rahmen einer politischen Aktion an. Dabei verknüpfte er seine Anzeige mit der Forderung nach Cannabis-Legalisierung. Nach der Selbstanzeige war er Mitbegründer der Arbeitsgemeinschaft Drogenpolitik der Bündnis 90/Die Grünen in NRW, des Grüne Jugend Fachforums Drogenpolitik und des Bundesnetzwerkes Drogenpolitik bei den Grünen. Er verfasste das „Drogenpolitische Grundsatzprogramm“ der Grünen Jugend mit. Von 1997 bis 2000 war er bei Bündnis 90/Die Grünen in Remscheid politisch aktiv und u. a. Fraktionsvorsitzender. 1998 trat er bei der Bundestagswahl für die Grünen im Wahlkreis 71 in Solingen als Direktkandidat an und erreichte 3,85 % der Erststimmen. Seit 2002 leitet er den Deutschen Hanfverband. Georg Wurth lebt in Berlin.

## Arbeit für den Deutschen Hanfverband
Wurth ist seit 2002 Geschäftsführer beim Deutschen Hanfverband (DHV) und seit 2004 dessen Inhaber. Als Interessenvertretung der Legalisierungsbefürworter hat der DHV, der als Einzelunternehmen von Georg Wurth geleitet wird, über 9000 Mitglieder.

### Cannabis-Petition 2010
Georg Wurth unterstützt die Einrichtung von Cannabis Social Clubs (CSC). Wurth startete 2010 die Petition „Entkriminalisierung von Cannabis-Konsumenten“ an den Deutschen Bundestag. Die Petition erreichte über den Mitzeichnungszeitraum 21.309 Unterschriften.

### Zukunftsdialog mit Angela Merkel
2011/12 bekam die Frage von Georg Wurth zur Legalisierung von Cannabis in Angela Merkels Zukunftsdialog die meiste Unterstützung. Merkel antwortete auf die Fragen. Nach Meinung Georg Wurths und des Hanfverbandes zeigte sie sich uninformiert.

### Millionärswahl
Georg Wurth nahm im Januar 2014 an der Millionärswahl von der ProSiebenSat.1 Media teil und nutzte die gewonnene Million zum weiteren Aufbau des DHV.

## Sonstiges Engagement
Wurth ist zusammen mit mehreren Professoren u. a. Lorenz Böllinger, Gundula Barsch und Horst Bossong Mitglied im Schildower Kreis, einem Netzwerk von Experten, das auf die schädlichen Folgen der Drogenprohibition aufmerksam machen und legale Alternativen zur repressiven Drogenpolitik aufzeigen will. Weiterhin ist er Sprecher beim LEAP (Law Enforcement Against Prohibition) Deutschland e. V., welcher sich für die Legalisierung von Drogen einsetzt.

## Veröffentlichungen
- Mit Steffen Geyer: Rauschzeichen – Cannabis: Alles, was man wissen muss. Kiepenheuer & Witsch, Köln 2008, ISBN 978-3-462-03999-3.
- Mit Harry Luck: Der Dicke: Eine seltsame Familie. Gerhard Hess Verlag, 1995, ISBN 3-87336-214-7.
- Die Reform-Konferenz und Medical Marijuana Dispensaries in Kalifornien. In: Ralf Gerlach, Heino Stöver (Hrsg.): Entkriminalisierung von Drogenkonsumenten – Legalisierung von Drogen. Mit einem Geleitwort von Tom Koenigs. Fachhochschulverlag, Frankfurt am Main 2012, ISBN 978-3-943787-03-0, S. 277–286.